# Clypastraea nigra
Clypastraea nigra är en skalbaggsart som först beskrevs av Thomas Casey 1900.  Clypastraea nigra ingår i släktet Clypastraea och familjen punktbaggar. Inga underarter finns listade i Catalogue of Life.